# Cambronne-lès-Ribécourt
 Cambronne-lès-Ribécourt  là một xã thuộc tỉnh Oise trong vùng Hauts-de-France tây bắc nước Pháp. Xã này nằm ở khu vực có độ cao trung bình 32 mét trên mực nước biển.